# ダンテ・カーヴァー
ダンテ・カーヴァー（Dante Carver、男性、1977年1月17日 - ）は、アフリカ系アメリカ人の俳優、モデル、タレント。身長186cm 、体重82kg。血液型A型。
日本に在住し活動の場としている。2007年（平成19年）から放送されているテレビコマーシャル『白戸家（しらとけ）シリーズ』の兄・白戸小次郎（しらとこじろう）役として知られる。
YM2エージェンシー所属。

## 人物
2005年（平成17年）から日本に居住し、タレント及び俳優として、テレビCM、映画、テレビドラマなどに出演、またモデルとしても活動している。

### 生い立ち
通訳の父親と看護師の母親の元、ニューヨーク市ブルックリンで生まれ、家族の転居に伴って幼少期の半分をヨーロッパ（イタリア及びドイツ）、残りの半分をアメリカで過ごした。高校時代は陸上選手で、100m走では10秒42、200m走では22.4秒の記録を持つ。大学入学に際してアメリカに戻ったダンテは、バージニア・コモンウェルス大学（バージニア州リッチモンド）で国際ビジネスを学んだ。大学3年生の頃には、昼間は医療保険会社で働き、夜には演劇を行うという生活になっていた。

### 来日
2004年（平成16年）、大学時代の友人を訪ねて初来日。日本滞在中にダンテは、4つの異なるモデル事務所からのスカウトを受けたが、そのうちの2回はスターバックスにおいて声を掛けられたものという。
アメリカに戻ったダンテは翌2005年、日本での活躍に人生を賭ける決心をして日本へ移住した。

### 日本でのタレント活動
来日当初の活動は上手くいかず、始めの数ヶ月間は京都で英語教師をするなどして過ごした。それからも幾つかのモデルやCM出演などはしたものの、安定した仕事は得られなかった。
転機となったのはボーダフォン（後のソフトバンクモバイル）のCMへのエキストラ出演であり、関西弁のアクセントで喋るところをディレクターに気に入られたのだという。
2007年（平成19年）3月、テレビ番組、『第18回 スポーツマンNo.1決定戦 芸能人サバイバルバトルXXXV』（TBS）に初めて出演して総合5位に入賞、優れた運動能力を示した。また、この番宣番組には『予想GUY（よそうガイ）』というキャラクターとして出演して人気を得ていた。
2008年（平成20年）11月、｢アメリカ大統領選開票特別番組｣（日本テレビ）には､ゲストコメンテーターとして出演した。また同月には『Beポンキッキ』（BSフジ）で共演のガチャピンと共にヒマラヤ山脈のヤラピーク登頂に成功した。この模様は11月21日の『Beポンキッキ』『スーパーニュース』でも放送され、ソフトバンクモバイルのCMにも使用された。

### 私生活
- 100メートル走のベストタイム10秒42。
- クイズタレント名鑑でボビー・オロゴンと（本人曰く「白戸家VS偽戸家」、ボビー曰く「芸能界の黒人枠は1人だけ」「21世紀の『サンコン』の座を賭けて」）相撲で勝負したが負けてしまった。そのボビーとは仲が良い。
- スポーツ以外ではヒップホップ、サルサ、ソウル、ジャズが趣味である。
- 日本食ではラーメン（特に塩ラーメン）、刺身、とんかつ、お好み焼きが好物である。
- 現在、家族はニューヨーク、イタリア、アラスカと離れ離れで暮らしている[6]。
- ウィル・スミスと山口智充の大ファン。
- アートデザイン、作曲（打ち込み）が得意で、数ある作品を残している。

## スポーツマンNo.1決定戦
新王座チャレンジバトル（2007年3月30日放送）
CONQUISTADORでは1回戦で長井秀和、2回戦でチロ、準決勝で阿部力、決勝で諸星和己を相手に勝利し、種目別No.1を獲得。PECT CROSSは65kgで2位、MONSTER BOXは、18段で1回目を失敗するも2回目で修正。その後19段をパス。この時は右肩を包帯で巻いていた。19段で源、ワッキーが脱落し、1人残されたダンテは、20段に挑戦するも失敗に終わり、記録18段で3人同時No.1。3種目中2種目でNo.1を獲得し、総合ランキングでは2位の源と80Pの大差で首位に君臨。MUSCLE GYMではMONSTER BOXで肩を痛めたこともあって回数が伸びず、136回で14人中13位に終わる。それでも暫定トップで最終種目進出。SHOT-GUN-TOUCHでは1回目の試技で13m00cm、2回目の試技は12m50cmを失敗。2回目での試技では、ファイナルに残ったダンテ以外の5人中4人が、申告した距離を成功させ上位に君臨したことから、この1回の試技で総合ランキングで一気に5位に後退。3回目では13m10cmを申告するも、全て失敗に終わり、最終順位は総合5位入賞。
第18回芸能人サバイバルバトル（2007年10月5日放送）
BEACH FLAGSで準決勝進出も、知幸を相手に玉砕。SPIN OFFでも1回戦で知幸に敗退。さらにMONSTER BOX 15段と自己記録を3段下回り、同種目終了時点でパッション屋良と並んで暫定総合5位タイのファイナル進出当落線上で迎えたMUSCLE GYMでは、自己記録を大幅に更新する167回の記録を残すも、ハイレベルな大会から15人中13位タイに終わり、総合ランキングで白井涼に逆転されファイナル進出を逃した。
芸能人サバイバルバトル
| 大会           | 放送日        | 総合順位 |
| -------------- | ------------- | -------- |
| 新王座CB(XXXV) | 2007年3月30日 | 5位      |
| 第18回大会     | 2007年10月5日 | 8位      |

## 出演

### テレビドラマ
- 電車男 DELUXE 最後の聖戦（フジテレビ、2006年9月23日） - カール 役
- ケータイ捜査官7（テレビ東京、2008年4月23日） - 犬を連れた外国人 役
- ルビコンの決断 第2話 「黒人大統領誕生物語　バラクとミシェルの決断」（テレビ東京、2009年4月16日） - バラク・オバマ 役
- 風に舞い上がるビニールシート（NHK、2009年5月30日 - 7月4日） - デニス・ハミルトン 役
- ヤマトナデシコ七変化 最終回 「君が嫌いな君が好き」（TBS、2010年3月19日） - ある男 役
- 塚原卜伝（NHK BSプレミアム、2011年10月 - 11月） - 南永 役
- 名探偵コナンドラマスペシャル 工藤新一 京都新撰組殺人事件（読売テレビ、2012年4月12日） - エドワード・クロウ 役
- キャバすか学園（日本テレビ、2016年） - ジョージ・トキタ 役
- リーガルV〜元弁護士・小鳥遊翔子〜（テレビ朝日、2018年） - カルロス 役
- 月曜名作劇場 西村京太郎サスペンス 十津川警部シリーズ8「外房線に消えた女〜十津川の初恋〜」（TBS、2019年） - ジム・モンゴメリー 役
- 連続ドラマW フェンス（WOWOW、2023年3月19日 - ） - ハリス 役[7]

### 映画
- 公安警察捜査官（アートポート、2006年） - 兵士 役
- 自虐の詩（松竹、2007年） - 「DANTE」としてクレジット。終盤に数秒だけ出演。台詞はなし。
- 感染列島（東宝、2009年） - クラウス・デビッド 役
- 風が強く吹いている（松竹、2009年） - ムサ 役
- 七瀬ふたたび The Movie（IMJエンタテインメント・マジックアワー、2010年） - ヘンリー 役
- 矢島美容室 THE MOVIE 〜夢をつかまネバダ〜（松竹、2010年4月29日） - 警官 役
- ダーリンは外国人（東宝、2010年） - フランコ 役
- 仮面ライダー×仮面ライダー フォーゼ&オーズ MOVIE大戦MEGA MAX（東映、2011年） - カタル 役
- カラアゲ☆USA（太秦、2014年）- ランディ・ジャクソン 役
- 相棒 -劇場版IV- 首都クライシス 人質は50万人! 特命係 最後の決断（東映、2017年） - ロイ・モリス 役
- バイオハザード: ヴェンデッタ（KADOKAWA、2017年） - D.C. 役（モーションアクター及びフェイスモデル）
- good people（NexTone・ティ・ジョイ、2019年） - ケイレブ 役
- コンフィデンスマンJP -英雄編-（東宝、2022年） - フレディ 役

### 声優
- スタージル シンプソン SOUND & FURY（英語版）（Netflix、2019年配信）
- バイオハザード: インフィニット ダークネス（Netflix、2021年7月8日配信）

### 吹き替え
- ウルトラギャラクシーファイト 運命の衝突 英語吹き替え版（円谷プロ海外向けサイト、2022年5月28日） - ウルトラマンスコット 役

### バラエティ番組
- Beポンキッキ（BSフジ、2008年4月7日 - 2011年3月）
- run for money 逃走中 （フジテレビ、2010年5月18日）
- 水曜日のダウンタウン（TBS、2018年5月23日）
- ネプリーグ（フジテレビ、2018年6月18日）
- 爆笑ターンテーブル（TBS、2021年）
- 千鳥の鬼レンチャン（フジテレビ、2023年1月29日）

### ドキュメンタリー番組
- じょんのび日本遺産（TBS、2018年10月 - 2021年3月）[8]

### モデル活動
- TOKYO MORE COLLECTION（2018年5月14日）
- 東京ストリートコレクション（2018年5月3日）
- 東京ストリートコレクション（2018年9月9日） - ゲスト
- 新木場プロジェクト「木の日」（2018年10月）
- DESIGNERT TOKYO（2018年10月）
- blue blood 3D体感ピロー（2018年12月） - イメージモデル
- 東京ストリートコレクション（2019年5月3日）

### CM
- ダイエットコーク（2006年）
- ソフトバンク ソフトバンクモバイル（2006年5月 - ） - 予想GUY（野口五郎）、白戸家長男 役
- UHA味覚糖 ピカラダ（2007年11月）「でかマンゴー」、「上から下から」篇（チュートリアルと共演）
- PlayStation 4 （2014年2月）「世界が、遊びで一つになる」篇

予想外CM
- ボーダフォンからソフトバンクモバイルへ移行する2006年5月頃から放送された一連のCM。映像のどこかで必ず「予想外」という言葉が登場する。
- CMはとある外資系企業コンサルタントを舞台としている。コンサルトの朝の緊急会議にて、携帯電話事業について調査から「ボーダフォンが予想外の動きを見せた」との報告がもたらされる。この報告における予想外の動きとはAQUOSケータイ（905SH）のサイクロイド機構による液晶画面の挙動だった。
- 一連のCMで演出される「予想外」の事象は会議中に突然部長がプロポーズしたり、会議にスパイが紛れ込んでいたり、会議に出席していたほぼ全員がスパイだったり、レストランにてカップに入っていた飲み物が味噌汁だったり、名刺と705SHを間違えて取り出したりとさまざまである。レストランやレセプション会場でも「予想外」の事象が起きている。
- 別作品として、幼稚園児の会話に予想GUYが混じっているものがある（AQUOSケータイを使って相撲を見ている）。また、上記の会議室シーンをビーグル犬に置き換えた予想外犬が出演しているバージョンもある。
- これら一連のシリーズについてダンテ自身は、「このCMのコンセプトは実は全然理解できないが、みんなこのCMが好きなようだし、自分のキャリアにとってはグレート（なのでOK）」と語っている。

「予想GUY」人物像
- 2006年5月放送のAQUOSケータイ（905SH）の紹介ならびに新ブランド名紹介のCMで初登場。「予想外デス」のフレーズで知名度を上げた。
- 身長186cm、体重78kgとされている黒人男性。基本的に無表情のことが多いが、時には不敵な笑みを浮かべる。
- 2006年10月放送のCM（705SH）中での名刺交換シーンにより、キャラクターとしての本名が「野口五郎」であると判明。
- 番号ポータビリティ開始時（2006年10月24日）には、孫正義ソフトバンクモバイル執行役社長兼CEOと共に複数の家電量販店に登場。その際に配布した名刺によれば、肩書きは「株式会社 スジヤ・インターナショナル アカウント・スーパーバイザー」。
- CM開始当初から人の話をあまり聞かないため注意されるシーンがあり、中には会議中立たされる事もある。しかし素直に謝る。
- 彼の登場するCMで使用されている曲はプロコフィエフ作曲のバレエ組曲「ロメオとジュリエット」第2番第1曲「モンターギュ家とキャピュレット家」。
- 2006年12月24日にNHKで放送された『謎のホームページ サラリーマンNEO』のコントに出演した。
- 「予想GUY」は2006年の流行語候補とも言われていたが、流行語大賞には選ばれなかった。一説ではライブドア旧社長・堀江貴文が発言し2005年の流行語となった「想定の範囲内」（想定GUY）とイメージが似ているため選ばれなかったのではないかという噂もある。
- 2007年6月から放映されている「白戸家」のCMシリーズに「上戸彩（白戸彩）の兄」として出演している。役名（白戸小次郎）は変わったがキャラは変わっていない。
  - 「聞いてませんでした」は「白戸家」CMシリーズでも、「予想外な家族」篇、「龍馬かぶれ」篇等でも言っている。
- 2008年4月23日にテレビ東京系列で放送されたドラマ『ケータイ捜査官7』において犬を散歩させていた外国人役として出演した。これはこのドラマの制作にソフトバンクが協賛しているからである。
- 2009年6月1日には、「白戸家」のCMの「兄」としてプロ野球・福岡ソフトバンクホークスの「ホークス応援隊」の副隊長に就任した。

### PR動画
- 北陸新幹線福井開業PR「福いいネ!グランプリ」（2022年5月）

### PV
- クレイジーケンバンド「AMANOGAWA」（2006年）

### ゲーム
- メタルギアソリッドV ファントムペイン（コナミデジタルエンタテインメント）3Dスキャンによる兵士フェイスモデルとして参加。
- TINY METAL（英語版）（UNTIES）本人をモチーフにしたダンテ・カーヴァー役の声優として[9][10]。

## 音楽
- のんびり行こう（ポニーキャニオン、2008年9月17日発売）「マイク眞木とダンテ・カーヴァー」名義。